# Historia Indonezji

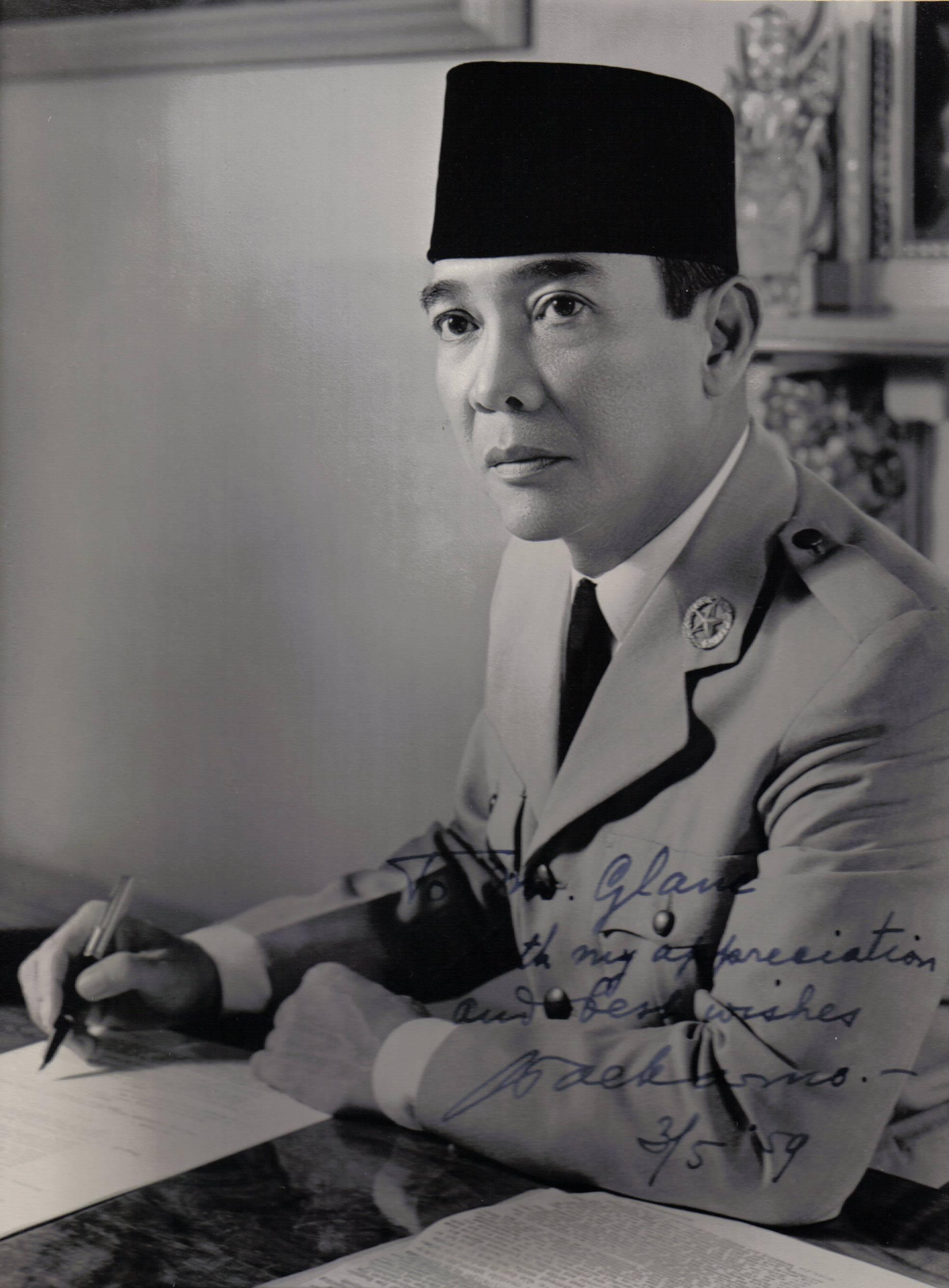
Sukarno, twórca niepodległej Indonezji

## Wczesna historia
Homo sapiens dotarł do regionu około 43 tys. lat p.n.e. Ludy austronezyjskie, które stanowią większość współczesnej populacji, migrowały do Azji Południowo-Wschodniej z dzisiejszego Tajwanu około 2000 lat p.n.e. Sprzyjające warunki rolnicze i opanowanie uprawy ryżu na wilgotnych polach już w VIII wieku p.n.e. pozwoliły na rozkwit wiosek, miasteczek i małych królestw do I w. n.e. Strategiczne położenie archipelagu nad morzem sprzyjało rozwojowi handlu między wyspami archipelagu jak również Indyjskimi królestwami i chińskimi dynastiami.

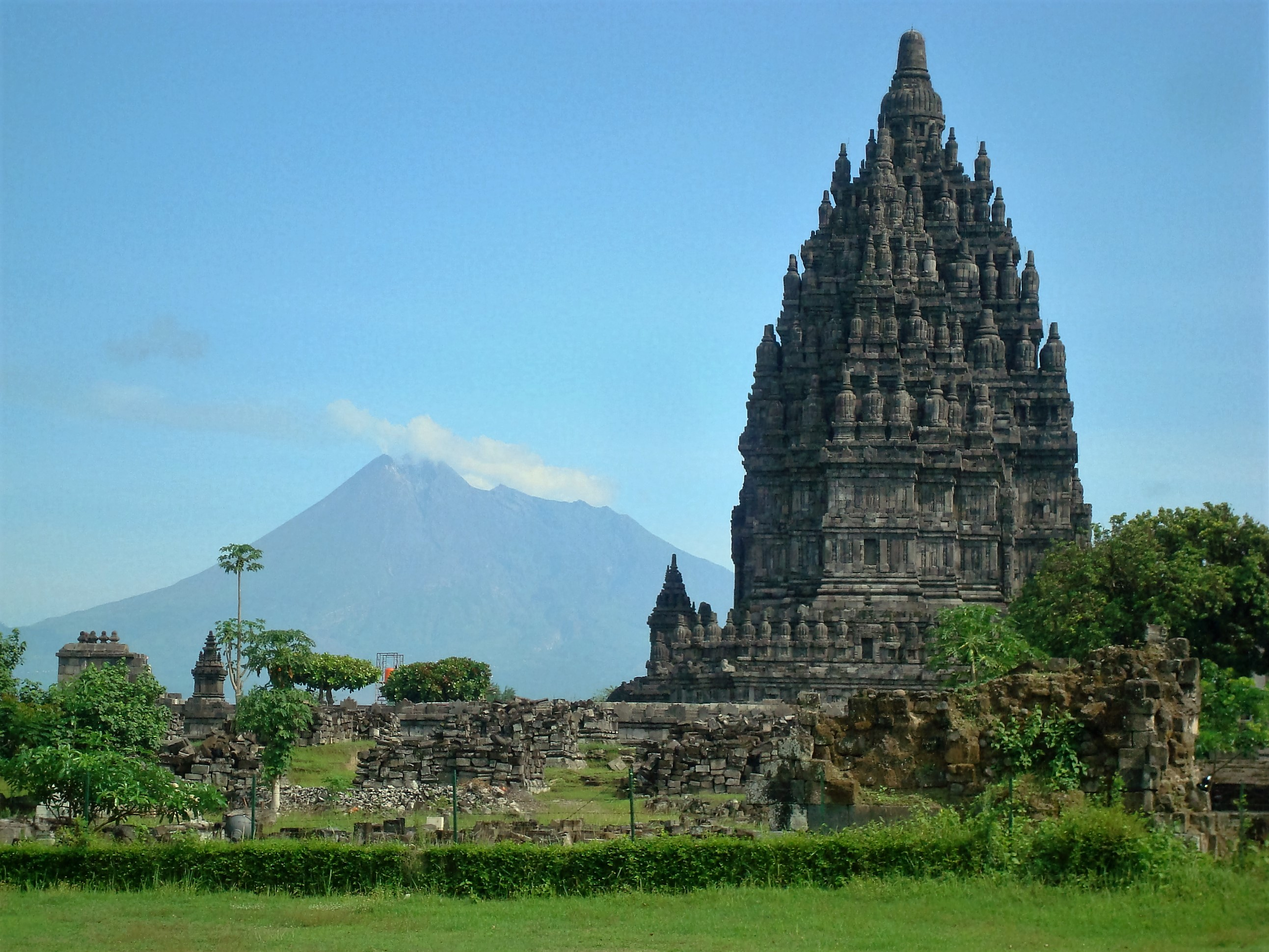
Świątynia Prambanan na tle wulkanu Merapi

Od VII w. n.e. królestwo morskie Śriwidźaja kwitło w wyniku handlu oraz wpływów hinduizmu i buddyzmu. Między VIII a X wiekiem  buddyjskie dynastie Sailendra i hinduskie Mataram rozkwitały i upadały na Jawie, pozostawiając wspaniałe zabytki religijne, takie jak Borobudur Sailendry i Prambanan Mataramy. Hinduskie królestwo Majapahit zostało założone na wschodniej Jawie pod koniec XIII wieku, a pod rządami Gajah Mada jego wpływy rozciągały się na znaczną część dzisiejszej Indonezji. Okres ten jest często określany jako „złoty wiek” w historii Indonezji.
Najwcześniejsze dowody na istnienie islamu na archipelagu pochodzą z XIII w. na północnej Sumatrze. Inne części archipelagu stopniowo przyjęły islam i pod koniec XVI wieku stał się dominującą religią na Jawie i Sumatrze. Islam mieszał się z istniejącymi wpływami kulturowymi i religijnymi, które ukształtowały dominującą formę islamu w Indonezji.

## Kolonializm
Od początku XVII wieku wyspy obecnej Indonezji były kolonizowane przez Europejczyków - przede wszystkim Holendrów, związanych z handlową Holenderską Kompanią Wschodnioindyjską (VOC), powstałą w 1602. Punktem, z którego wychodziły przedsięwzięcia Kompanii, stała się założona na Jawie faktoria w Batawii. Części wysp indonezyjskich były zajęte przez inne mocarstwa kolonialne, lecz w miarę upływu czasu Holendrzy skupili władzę zwierzchnią nad lokalnymi władcami. W 1799 Kompania Wschodnioindyjska została zlikwidowana, a jej kolonie zostały po wojnach napoleońskich podporządkowane rządowi Holandii, jako kolonia Holenderskie Indie Wschodnie. W latach 1825–30 miało miejsce powstanie ludności tubylczej na Jawie oraz walki na tle religijnym na Sumatrze (Wojna Padri). Pod koniec XIX wieku kolonie bardzo rozwinęły się gospodarczo.
W październiku 1908 roku powstał pierwszy ruch nacjonalistyczny, Budi Utomo. Pierwszą masową partią polityczną, jaka powstała na wyspach była natomiast Sarekat Islam założona w 1912 roku. Już w grudniu grupa ta liczyła 93 tysięcy członków. Po I wojnie światowej doszło do rozbudzenia świadomości narodowej Indonezyjczyków, powstały partie polityczne, takie jak: Nacjonalistyczna Partia Indonezji z Sukarno na czele, poddawane holenderskim represjom, w wyniku których do więzienia trafił sam Sukarno, a także Mohammad Hatta i Sutan Sjahir. Po I wojnie światowej najbardziej aktywnym ruchem nacjonalistycznym stała się indonezyjska sekcja III Międzynarodówki. Już w 1914 roku na holenderski socjalista Henk Sneevliet założył Socjaldemokratyczne Stowarzyszenie Indonezji, grupa początkowo miała charakter małego forum holenderskich socjalistów, następnie wraz z radykalizacją w 1924 roku ewoluowało w Komunistyczną Partię Indonezji. Represje i wszelkie tłumienie prób zmian przez rządy kolonialne doprowadziło do wzrostu poparcia dla KPI. W połowie lat 20. KPI zorganizowała nieudaną zbrojną rebelię niepodległościową.
W latach 1942–1945 w czasie II wojny światowej archipelag został zajęty przez Japończyków, co tylko wzmocniło żądania niepodległościowe.
Po wyzwoleniu od okupantów, 17 sierpnia 1945 Indonezja zadeklarowała niepodległość; nastąpił wybuch walk niepodległościowych przeciw Holandii wspartej przez Wielką Brytanię, wskutek czego w 1949 Holandia uznała niepodległe państwo indonezyjskie. Stolica Indii Holenderskich – Batawia została przemianowana wówczas na Dżakartę i została stolicą republiki.

## Historia współczesna
Prezydentem nowego państwa został Sukarno, przywódca walk o niepodległość. Zanim nowa władza się ukształtowała początkowo doszło do walk wewnętrznych – w 1948 roku odbyła się nieudana rebelia komunistyczna, a w 1949 roku kampanię rebeliancką rozpoczęła skrajnie islamistyczna Durul Islam (opór islamistów złamano ostatecznie w 1962 roku). W 1955 roku odbyły się wybory, w których zwycięstwo odniosła Nacjonalistyczna Partia Indonezji, bardzo wysokie poparcie otrzymała też Komunistyczna Partia Indonezji. Ze względu na kruchość rządów koalicyjnych, Sukarno w trakcie swoich rządów starał się równoważyć wpływy wojska, islamistów i komunistów. Nacjonalistyczne poglądy członków rządu doprowadziły do radykalizacji polityki zagranicznej kraju, który szybko wpadł w konflikt z Malezją, względem której Indonezja zgłaszała pretensje terytorialne o wyspę Borneo. Indonezja rozpoczęła wspieranie lewicowej partyzantki walczącej na Borneo z rządem malezyjskim (powstanie w Sarawaku). Pogorszeniu uległy także relacje z Brunei, po tym gdy Indonezja wsparła tam nieudaną rewolucję (rebelia w Brunei). Obawiając się zagrożenia ze strony Holandii, Wielkiej Brytanii lub Stanów Zjednoczonych, Indonezja rozpoczęła proces zakupu broni z ZSRR. Zagrożenie ze strony Zachodu było na tyle prawdopodobne, że CIA wsparło rebelię, która wybuchła w 1958 roku i choć została stłumiona do końca tego samego roku, to nieliczne oddziały partyzanckie funkcjonowały do 1961 roku. KPI zaczęła zdobywać coraz większe poparcie, aż w końcu zagroziła rządowi nacjonalistów, wtedy też USA wycofało swoją pomoc względem Indonezji.
W 1963, po konflikcie zbrojnym, Indonezja przejęła od Holandii zachodnią część wyspy Nowa Gwinea (Nowa Gwinea Holenderska), która stała się prowincją Irian Zachodni.
Gdy Sukarno znajdował się pod coraz większą presją utrzymania równowagi między wrogimi względem siebie siłami armii i KPI jego autorytet zmalał. W okresie 1965–1966 gen.  Suharto stopniowo odsunął Sukarno od władzy i wprowadził wojskową juntę. Suharto wycofał dotychczasową antyimperialistyczną politykę rządu, która zwiększała w Indonezji wpływy ZSRR i Chin. W tym czasie Suharto krwawo stłumił wojskowy zamach stanu, o który oskarżona została KPI. Zamach stanu rozpoczął brutalne czystki i zniszczenie KPI. W represjach junty zginęło około 500 tysięcy ludzi, a ponad milion ludzi trafiło do więzień.
Suharto zwrócił się przeciw dotychczasowym sojusznikom Sukarno z lewicowej partyzantki na Borneo i wsparł rząd malezyjski w jej zwalczaniu. Rządy Suharto szybko zyskały przeciwników, w kraju rozwinął się separatyzm, przeciwko rządowi swoją kampanię rozpoczął partyzancki Ruch Wolnej Papui. W 1975 roku Indonezja zajęła byłą kolonię portugalską Timor Wschodni, co spowodowało długoletni konflikt rządu indonezyjskiego z tamtejszym ruchem niepodległościowym FRETILIN zakończony uzyskaniem przez Timor Wschodni niepodległości  20 maja 2002. W 1975 roku rozpoczęła się trwająca do 2005 roku separatystyczna rebelia Ruchu Wolnego Acehu. W maju 1998, dwa miesiące po ostatniej reelekcji, fala protestów społecznych zmusiła Suharto do ustąpienia.
W 2001 roku prezydentem Indonezji wybrano córkę Sukarno, Megawati Soekarnoputri.
Od początku XXI wieku kraj nękają zamachy terrorystów islamskich m.in. z grupy Dżama’a Islamijja.